# Ctenus pogonias
Ctenus pogonias este o specie de păianjeni din genul Ctenus, familia Ctenidae, descrisă de Thorell, 1899.
Este endemică în Camerun. Conform Catalogue of Life specia Ctenus pogonias nu are subspecii cunoscute.